# Radziecka Komisja Kontroli w Niemczech

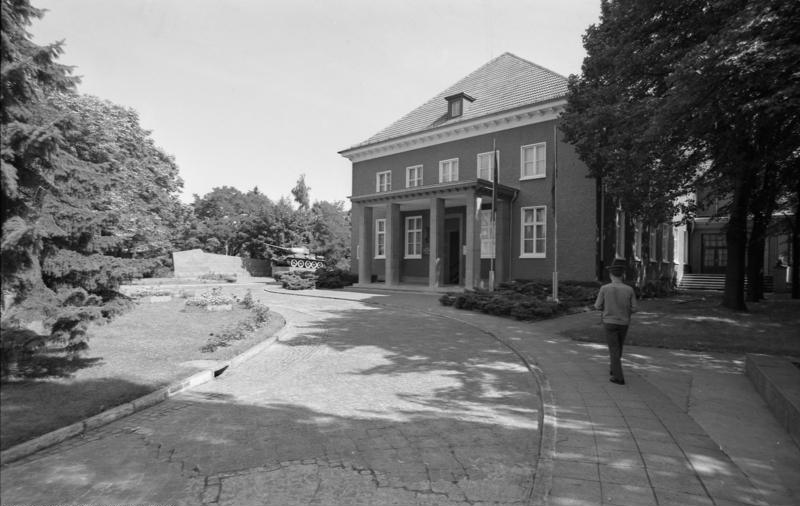
Rezydencja Radzieckiej Komisji Kontroli w Niemczech w berlińskiej dzielnicy Karlshorst

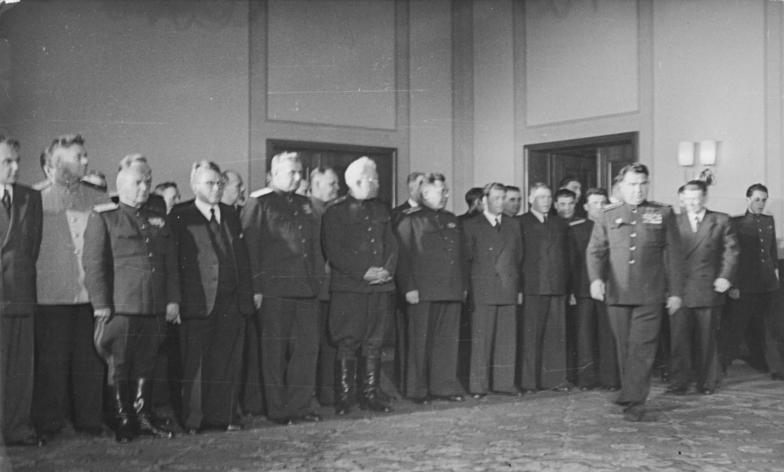
Kierownictwo Radzieckiej Komisji Kontroli w Niemczech

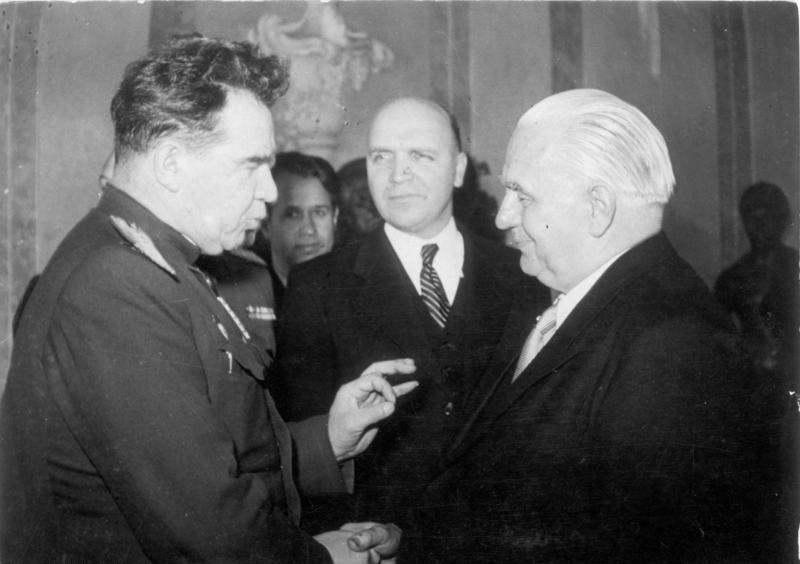
Generał Wasilij Czujkow na 75 urodzinach prezydenta NRD Wilhelma Piecka

Radziecka Komisja Kontroli w Niemczech (Sowjetische Kontrollkommission – SKK, Советская контрольная комиссия в Германии) – organ rządu ZSRR, instytucja nadzoru i zarządzania aparatem radzieckim nad kierownictwem NRD. Działała w okresie od 10 października 1949 do 28 maja 1953.
Powołana na mocy rozporządzenia Rady Ministrów ZSRR. Wykonywała zapisy ustaleń jakie podjęły zwycięskie mocarstwa na konferencji w Poczdamie (17 lipca – 2 sierpnia 1945), zgodnie z którymi władze wojskowe po okresie przejściowym miały przekazać swoje zadania tworzonym niemieckim organom administracyjnym. Zastąpiła Radziecką Administrację Wojskową w Niemczech (Sowjetische Militäradministration in Deutschland – SMAD, Советская военная администрация в Германии), która wcześniej była jedyną władzą administracyjną w radzieckiej strefie okupacyjnej. Władze wojskowe pozwoliło zastąpić powołanie 7 października 1949 NRD.
Nie oznaczało to jednak od tego czasu, że rząd NRD był niezawisły. Radziecka Komisja Kontroli mogła w każdej chwili podjąć własne działania. Podejmowała decyzje lub zmieniała już decyzje podjęte. Kontrolowała wschodnioniemiecki rząd jak i władze landów. Była uważana za decydującą instancję decyzyjną w tym okresie NRD.
Szefem SKK był dowódca Grupy Wojsk w radzieckiej strefie okupacyjnej Niemiec, generał armii Wasilij Czujkow. W swoich działaniach popierała politykę SED.
Po śmierci Józefa Stalina, w dniu 28 maja 1953 SKK przekształcono w Wysoką Komisję ZSRR w Niemczech.

## Zatrudnienie
W połowie listopada 1949 stan osobowy wyniósł łącznie 3831 pracowników. Strukturalne organy SKK były takie same jak w SWAG. W Zarządzie Reparacji było zatrudnionych 625 osób, w Oddziale Transportu 281, w Oddziale Bilansów Materiałowych i Handlu 180, w Oddziale Informacji 144, i w aparacie doradcy politycznego 140 osób. SKK utrzymywała też 16 przedstawicielstw terenowych (1053 osoby).

## Siedziba
Główna siedziba mieściła się w berlińskiej dzielnicy Karlshorst przy Zwieseler Strasse 4.